# Nível do Céu
Nível do Céu é o vigésimo terceiro álbum de estúdio da cantora brasileira Cassiane, lançado em 22 de maio de 2018 pela gravadora MK Music.
O álbum foi produzido por Jairinho Manhães durante o ano de 2017 e tem como single a canção "Arma Secreta", de autoria do músico Cláudio Louvor. Além disso, o projeto trouxe a participação do cantor Anderson Freire na música "Tem que Ser Pequeno". O disco foi indicado ao Grammy Latino de Melhor Álbum de Música Cristã em Língua Portuguesa em 2018.

## Antecedentes
Depois de retornar a gravadora MK Music, Cassiane lançou o álbum Eternamente (2015), que recebeu avaliações favoráveis da crítica. Pouco tempo depois, a gravadora anunciou que faria o lançamento de uma versão remasterizada do projeto Tempo de Excelência, com novo design gráfico e lançamento físico. Já em 2017, com as músicas dos dois projetos, Cassiane apresentou o álbum Live Session.

## Gravação
O álbum foi gravado ao longo dos anos de 2017 e 2018 no Reuel Studios, com produção de Jairinho Manhães. Em janeiro de 2018, durante as gravações, a cantora já anunciou que o título do álbum seria Nível do Céu, a lista de faixas e comentou o repertório:

Vai ser um álbum inspirador. A maioria das músicas falam da grandeza de Deus. Eu quis um CD Dele, por Ele e para Ele. Vai ser inovador, mas com um pouco de tudo, a minha cara.

## Lançamento e recepção
| Críticas profissionais | Críticas profissionais |
| Avaliações da crítica  | Avaliações da crítica  |
| Fonte                  | Avaliação              |
| ---------------------- | ---------------------- |
| Super Gospel           | [ 8 ]                  |

Nível do Céu foi lançado em maio de 2018 pela gravadora MK Music.  O projeto recebeu uma avaliação favorável do Super Gospel por meio de Gledeson Franklyn, que atribuiu uma cotação de 4 de 5 estrelas para o álbum. Ele defende que "Nível do Céu é um disco completamente redondo, unindo letras bem trabalhadas, belas melodias e uma produção primorosa" e que confirmaria uma boa fase da cantora iniciada com Eternamente, de 2015.
No mesmo ano, o projeto foi indicado ao Grammy Latino de Melhor Álbum de Música Cristã em Língua Portuguesa, sendo a primeira indicação da carreira da cantora na categoria.
Em 2019, foi eleito pelo Super Gospel o 64º melhor álbum da década de 2010.

## Faixas
| N.º | Título                                         | Compositor(es)    | Duração |  |
| 1.  | "Nível do Céu"                                 | George de Paula   | 4:13    |  |
| 2.  | "O Leão e o Cordeiro"                          | Rogério Jr.       | 6:20    |  |
| 3.  | "Oração de Verdade"                            | Pr. Lucas         | 5:48    |  |
| 4.  | "Quando Você Me Adora"                         | Gislaine e Mylena | 5:18    |  |
| 5.  | "Arma Secreta"                                 | Cláudio Louvor    | 4:36    |  |
| 6.  | "O Céu Vai Revelar (Incidental: Cidade Santa)" | Patrick Mendes    | 6:10    |  |
| 7.  | "Até Teus Braços"                              | Jotta A           | 5:42    |  |
| 8.  | "Deixa o Céu Descer"                           | Dimael Kharrara   | 6:56    |  |
| 9.  | "Lugar da Tua Presença"                        | Tony Ricardo      | 5:22    |  |
| 10. | "Viveu Por Me Amar"                            | Tony Ricardo      | 6:07    |  |
| 11. | "Tem Que Ser Pequeno"                          | Anderson Freire   | 6:00    |  |
| 12. | "Ele Vai Passar"                               | Jonathan Paes     | 5:01    |  |